# 尼康D5500
尼康D5500是尼康于2015年1月发布的一款入门旗舰级数码单反相机，是D5300的後繼機。
该机拥有2416万有效像素，配备了EXPEED 4 影像处理器，以及可翻转式触摸屏，而這屏幕是尼康單反首度支援觸控功能。并可录制1080 60p全高清影片。